# Eva Mosnáková
Eva Mosnáková (1929 – 29. listopadu 2024) byla slovenská lidskoprávní aktivistka a přeživší holokaustu a komunistické perzekuce.

## Biografie

### Mládí
Eva Mosnáková (tehdy Fuchsová) se narodila v roce 1929 v Brně slovenskému židovskému studentovi veterinárního lékařství Andreji Fuchsovi a české křesťanské matce Otílii Fuchsové. Rodina Andreje Fuchse byla proti sňatku s ženou křesťanského vyznání, on však trval na tom, že si vezme ženu, kterou si vybral sám. Eva vyrůstala ve slovenském hornickém městě Handlová, rodném městě svého otce, kde její otec působil jako veterinární lékař. Eva Fuchsová v Handlové vyrůstala v převážně německy mluvícím prostředí místní židovské komunity, ale také přes rodinu své matky, jejíž otec byl krejčím v armádě, byla vystavena ideálům Tomáše Garrigue Masaryka.

### Fašistické pronásledování
S nástupem fašistické Hlinkovy slovenské ľudové strany byla Eva poslána na dva roky ke svým tetám do Brna. Po německé okupaci Československa se však vrátila ke své rodině, která se usadila ve vesnici Močenok u Nitry. Na počátku fašistické vlády rodina byla vzhledem k okolnostem v relativním bezpečí. Díky postavení otce, který působil jako „hospodářsky významný Žid“, to mu umožnilo pokračovat v práci veterinárního lékaře. Tato vratká stabilita skončila vypuknutím Slovenského národního povstání. Rodina se musela skrývat a hledala útočiště u Henricha Konrada, Němce, který přišel do Močenoku po sňatku s Terézií, která z Močenoku pocházela. Navzdory německému původu Henrichova rodina povstání podporovala a do ozbrojeného odboje se osobně zapojil i Teréziin mladší bratr Vladimír, bývalý důstojník slovenské armády.
Během této doby se Eva sblížila s Vladimírem, jehož podpora odboje vedla počátkem roku 1945 k jeho zatčení a uvěznění v koncentračním táboře Mauthausen. Po válce a osvobození tábora se Eva a Vladimír vzali a narodili se jim dva synové, Vladimír mladší a Fedor.

### Komunistická perzekuce
Problémy rodiny pokračovaly i po válce, v roce 1954 byl Vladimír zatčen a v politickém procesu odsouzen k těžké práci v jáchymovských uranových dolech. Naštěstí byl o rok později kvůli všeobecné amnestii propuštěn. Eva Mosnáková svého manžela vytrvale podporovala a během Pražského jara dosáhli plné rehabilitace.
Po invazi vojsk Varšavské smlouvy do Československa však Eva podepsala petici proti invazi. Toto pak mělo za následek různé perzekuce a omezení, manželům byly sníženy mzdy a byly trestáni i v práci. Vladimír se mezitím potýkal s chronickými zdravotními problémy pramenícími z věznění v koncentračním táboře a drsných podmínek v uranovém dole.

### Aktivismus a uznání
Od počátku 90. let 20. století se Mosnáková začala angažovat ve veřejné sféře a sdílela své osobní zkušenosti s perzekucí fašistickým a komunistickým režimem. I přes vyšší věk cestovala po Slovensku a propagovala demokratické hodnoty. Založila a vedla také Klub seniorů, kteří přežili holocaust.
Po sametové revoluci se přínos Evy Mosnákové a jejího manžela konečně dočkal uznání. V roce 1998 výbor Yad Vashem udělil manželům Mosnákovým ocenění Spravedlivý mezi národy. V roce 2015 obdržela cenu ÚSTR za svobodu, demokracii a lidská práva. V roce 2017 jí byl prezidentem Slovenska Andrejem Kiskou udělen Řád Ľudovíta Štúra 2. třídy za celoživotní dílo pro demokracii a lidská práva na Slovensku. V roce 2020 obdržela lidskoprávní cenu Velvyslanectví USA v Bratislavě.

## Úmrtí
Eva Mosnáková zemřela v Bratislavě dne 29. listopadu 2024 ve věku 95 let. Slovenský prezident Peter Pellegrini v příspěvku na sociální síti v reakci na její úmrtí ocenil její statečnost a celoživotní oddanost lidským právům.